# Solenocera geijskesi
Solenocera geijskesi is een tienpotigensoort uit de familie van de Solenoceridae. De wetenschappelijke naam van de soort is voor het eerst geldig gepubliceerd in 1959 door Holthuis.